# Cricotopus coronatus
Cricotopus coronatus är en insektsart som beskrevs av Hirvenoja 1973. Cricotopus coronatus ingår i släktet Cricotopus, och familjen fjädermyggor. Arten är reproducerande i Sverige. Inga underarter finns listade i Catalogue of Life.